# Getting Married (film, 1911)
Pour les articles homonymes, voir Getting Married.
Pour plus de détails, voir Fiche technique et Distribution.
Getting Married est un film muet américain réalisé par Colin Campbell et sorti en 1911.

## Fiche technique
- Titre : Getting Married
- Réalisation : Colin Campbell
- Scénario : Colin Campbell, d'après une histoire d'E.S. Field
- Producteur : William Selig
- Société de production : Selig Polyscope Company
- Pays d'origine :  États-Unis
- Format : Noir et blanc — 35 mm — 1.33:1 — Muet
- Genre : Comédie
- Dates de sortie : 
  -  États-Unis : 24 novembre 1911

## Distribution
- Charles Clary
- Thomas Carrigan
- Frank Weed
- George L. Cox
- Joseph Sullivan
- Kathlyn Williams
- Winifred Greenwood
- Lillian Leighton